# 간토 고전록
《간핫슈 고전록》(일본어: 関八州古戦録)는, 일본 에도 시대의 군키모노가타리이다. 교호 11년(1726년)에 성립되었다. 전 20권. 저자는 마키시마 아키타케(槙島昭武)로, 간토 고전록(関東古戦録)이라고도 한다.

## 개요
센고쿠 시대 일본의 간토 지방에서 벌어졌던 여러 합전이나 외교 정세에 대해 기술되어 있으며, 덴분 15년(1546년)의 가와고에 야전부터 덴쇼 18년의 고호조 멸망까지의 간토에서 벌어졌던 크고 작은 합전을 상세하게 다루고 있다.
일본 간토 각지에 묻혀 있던 전기(戦記) 자료들을 힘써 모은 것으로, 여타 군키모노가타리에 비하면 재미있게 '이야기'하기 위한 각색을 최대한 지양하고 있는 그대로의 '역사'를 전하고자 하는 자세가 강하게 드러나며, 그런 까닭에 역사적인 오류가 그나마 덜하다고 평가된다.
그러나 근년의 연구에서는 '가와고에 야전'이나 '오다이바라의 싸움' 등에 대한 서술에서, 1차 사료에는 없는 과장이나 창작이 많이 볼 수 있다는 지적도 나오게 되었다. 한국의 《연려실기술》과 마찬가지로, 원사료에 토대한 양질의 내용이 있음도 인정되지만 동시에 군키모노가타리의 영향도 볼 수 있다. 근세, 근대에 비해 고문서, 일기 등의 당대 사료들도 적지 않은 센고쿠 시대를 연구함에 있어서 《간토 고전록》은 일정한 사료 비판을 거쳐서 사용되고 있다. 
근대에 《간토 고전록》의 간행은 메이지 시대인 1882년(메이지 15년) 12월에 간행된 《사적집람》(史籍集覧)에 실린 '간토 고전록'이 가장 오래된 것이다. 간본으로는 신인물왕래사에서 간행한 《간핫슈 고전록》 등이 있다. 
저자 마키시마 아키타케는 에치고류 군학 서적인 《호쿠에쓰 군담》으로도 유명하다.

### 내용주
1. ↑  당시의 한자 표기로는 關八洲古戰籙이다.
2. ↑  저자인 마키시마 자신이 쓴 서문의 '표제'(標題)에서는 간토 고전록(関東古戦録)이라고 쓰고 있어서 이쪽이 가장 널리 알려져 있다. 참고 ･ 久保田順一 訳 『関東古戦録 上巻』 あかぎ出版 第2刷, 2007年（1刷2002年） p12.
3. ↑  표제에서 "덴분으로 시작하여 덴쇼로 마쳤다. 이름을 붙이기를 간토고전록이라"(天文に起こり、天正で終わる。名付けて関東古戦録)라고 기술하고 있다.
4. ↑  '표제'에서 마키시마는 각자의 사실을 중시하고 역사 속의 선악을 드러내 보이며 사람들에게 '본보기'(手本)를 보이겠다고 기술하고 있는데, 일본의 유명한 군키모노가타리인 《태평기》(太平記)를 그 견본으로 삼은 것으로 보인다. 다만 《태평기》가 불교나 신토의 관념을 유교 못지 않게 수용하고 있는 것에 반해, 《간토 고전록》은 유교적인 역사관에 토대하여 각각의 사실을 해석하고자 하는 경향이 보인다. 참고 ･ 久保田順一訳 『関東古戦録 上巻』 p.13.